# Старк (округ, Огайо)
Шаблон:StateAbbr_ 40°49′ пн. ш. 81°22′ зх. д. / 40.81° пн. ш. 81.37° зх. д.
Округ  Старк (англ. Stark County) — округ (графство) у штаті  Огайо, США. Ідентифікатор округу 39151.

## Історія
Округ утворений 1808 року.

## Демографія
За даними перепису 
2000 року 
загальне населення округу становило 378098 осіб, зокрема міського населення було 326288, а сільського — 51810.
Серед мешканців округу чоловіків було 181588, а жінок — 196510. В окрузі було 148316 домогосподарств, 102739 родин, які мешкали в 157024 будинках.
Середній розмір родини становив 3.
Віковий розподіл населення поданий у таблиці:
| Стать    | До 15 років | 15-21 | 22-29 | 30-39 | 40-49 | 50-65 | 65-85 | Понад 85 |
| -------- | ----------- | ----- | ----- | ----- | ----- | ----- | ----- | -------- |
| Чоловіки | 39893       | 17839 | 16538 | 25644 | 29025 | 29765 | 21055 | 1829     |
| Жінки    | 37857       | 17691 | 17321 | 26826 | 30514 | 32131 | 29204 | 4966     |

## Суміжні округи
- Портадж — північ
- Магонінґ — північний схід
- Коламбіана — схід
- Керролл — південний схід
- Таскарвас — південь
- Голмс — південний захід
- Вейн — захід
- Самміт — північний захід

## Виноски
1. ↑  U.S. Decennial Census. United States Census Bureau. Архів оригіналу за 26 квітня 2015. Процитовано 11 лютого 2015.
2. ↑  Historical Census Browser. University of Virginia Library. Архів оригіналу за 11 серпня 2012. Процитовано 11 лютого 2015.
3. ↑  Forstall, Richard L., ред. (27 березня 1995). Population of Counties by Decennial Census: 1900 to 1990. United States Census Bureau. Процитовано 11 лютого 2015.
4. ↑  Census 2000 PHC-T-4. Ranking Tables for Counties: 1990 and 2000 (PDF). United States Census Bureau. 2 квітня 2001. Процитовано 11 лютого 2015.
5. ↑  State & County QuickFacts. United States Census Bureau. Архів оригіналу за 1 серпня 2011. Процитовано 11 лютого 2015. [Архівовано 2011-08-01 у Wayback Machine.](англ.) Наведено за англійською вікіпедією.
6. ↑  American FactFinder. Бюро перепису населення США. Архів оригіналу за 26 лютого 2012. Процитовано 31 січня 2008. [Архівовано 2008-05-21 у Wayback Machine.]

| США | Це незавершена стаття з географії США. Ви можете допомогти проєкту, виправивши або дописавши її. |